# Léon Marillier
Pour les articles homonymes, voir Marillier.
Léon Marillier (1862-1901) est un philosophe et historien des religions français. Il est le créateur de la Société de psychologie physiologique en 1885 et de la Société française de psychologie en 1901. Il a fait partie des fondateurs de la Ligue des droits de l'homme.

## Biographie
Léon Louis Marie Marillier naît à Lyon (3e arrondissement), le 31 décembre 1862, d'Auguste Marillier, négociant et de Cécile Chaley, descendante de Madame Roland qui tient un salon républicain à la fin du XIXe siècle. Il est agrégé de philosophie en 1885. 
Il contribue  à la reconnaissance de la psychologie et préface la première édition de La légende de la mort de son beau-frère Anatole Le Braz. Il préface également Les débuts de l'art d' Ernst Grosse, traduit de l'allemand par Alfred Dirr (Paris, Félix Alcan, Bibliothèque scientifique internationale, 1902).
Il meurt à Paris 17e le 15 octobre 1901.